# Alfred Will

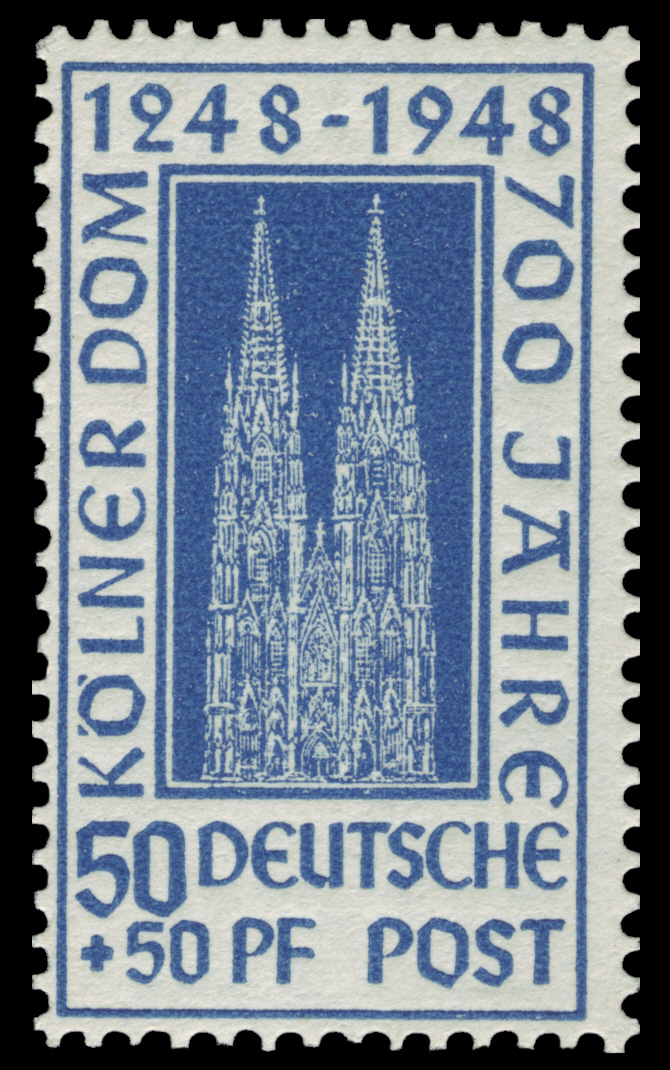
Briefmarke von 1948, Entwurf: Alfred Will

Alfred (Ali) Will (* 1906 in Straßburg, Elsass; † 1982 in Köln) war ein deutscher Grafiker und Kunstprofessor.

## Vita
Will ging nach München an die Kunstakademie, wechselte dann aber an die Kunstgewerbeschule zu Richard Riemerschmid, der für eine progressive, am Deutschen Werkbund orientierte, umfassende Kunstausbildung bekannt war ... während an der Akademie überwiegend (Zitat:) „Kopf – Akt – Landschaft – Landschaft – Akt – Kopf“ geübt wurde. Außerdem studierte er in Berlin bei Emil Orlik und Carl Mickelait (1870–1945) an den Vereinigte Staatsschulen für freie und angewandte Kunst.
Im Jahr 1926 wurde Riemerschmid vom damaligen Kölner Oberbürgermeister Konrad Adenauer zum Professor und Direktor der Kölner Werkschulen berufen. Riemerschmid holte sich die begabtesten seiner Schüler (u. a. Alfred Will und Joseph Mader) zum Weiterstudium mit nach Köln. 1929 wurde Will sein Meisterschüler. Riemerschmids Nachfolger Karl With förderte Will und berief ihn zum Leiter der „Freien Grafik“. Diese Abteilung baute Will konsequent aus: Er richtete große Werkstätten für druckgrafische Techniken ein (Radierung/Lithographie/Offset/Holz- und Linolschnitt). Nach der Machtübernahme der Nationalsozialisten 1933 wurden fast ein Dutzend Künstlerlehrer entlassen, darunter auch Will. Er hielt sich mit Grafik-Aufträgen über Wasser, schuf Buchillustrationen und arbeitete als Zeichner u. a. für Uhu.
Will nahm dann als Soldat der Wehrmacht am Zweiten Weltkrieg teil. Nach der Entlassung aus der Kriegsgefangenschaft wurde er 1946 an die neueröffneten Kölner Werkschulen wieder zum Professor für Freie Grafik berufen. Er wirkte kunstpädagogisch bis zu seiner Emeritierung im Jahr 1971. Unter seinen Schülern waren z. B. Georg Esser und Jürgen Klauke.
Wohl 1952 ging er in die DDR. Dort arbeitete er in Berlin als freischaffender Künstler. Er schuf als Zeichner eine bedeutende Zahl von Buchillustrationen, vor allem für Abenteuer- und Jugendliteratur. Er war auch als Tierzeichner anerkannt und schuf mehrere Zyklen von Tierbildern.
Will wurde in den Verband Bildender Künstler der DDR aufgenommen und beteiligte sich in der DDR an Ausstellungen.
Will ging dann wieder nach Köln zurück. Zu den Gründen für seinen Wechsel zwischen den beiden deutschen Staaten fanden sich keine Informationen. Zeitlebens war er aktiver Sozialdemokrat mit "Berufsverbot" zur Nazizeit, unglücklich im katholischen Köln zur Adenauerzeit und dann in der "Zone" enttäuscht von der SED.
1988 gab der Zoologe Siegfried Seifert im Verlag E.A. Seemann das Buch Mit dem Tier auf du und du. 15 zoologische Beiträge mit 82 Tierzeichnungen Wills heraus.

## Werke (Auswahl)

### Frühe grafische Arbeit
- Kölner Dom (1928, Radierung, Platte ca. 45 × 30 cm)[2]

### In der DDR auf Ausstellungen gezeigte Bilder Wills
- Granitz-Wald auf Rügen (Öl, 62 × 81 cm; 1952 auf der Ausstellung „Berliner Künstler“)[3]
- Zuhörerinnen (Kohlezeichnung, 33 × 24 cm; 1953 auf der Dritten Deutschen Kunstausstellung)[4]
- Binzer Hochufer (Öl, 42 × 50 cm; 1958 auf der Vierten Deutsche Kunstausstellung)[5]

### Buchillustrationen
- Hans Schomburgk: Pulsschlag der Wildnis. Verlag der Nation, Berlin, 1952
- Ivan Fedorovič Kratt: Der große Ozean. Verlag der Nation, Berlin, 1953
- Claus Back: Steins Rückkehr. Verlag der Nation, Berlin, 1953
- Wilhelm Hauff: Der kleine Muck und andere Märchen. Der Kinderbuchverlag Berlin, 1953
- Theodor Storm: Der kleine Häwelmann. Der Kinderbuchverlag, Berlin, 1954
- Daniel Defoe: Robinson Crusoe. Der Kinderbuchverlag, Berlin, 1955
- James Fenimore Cooper: Der letzte Mohikaner. Der Kinderbuchverlag, Berlin, 1955
- James Fenimore Cooper: Die Ansiedler am Susquehanna. Der Kinderbuchverlag, Berlin, 1955
- James Fenimore Cooper: Der Wildtöter. Der Kinderbuchverlag, Berlin, 1955
- Harry Trommer: Deutsche Heimatsagen. Der Kinderbuchverlag, Berlin, 1954
- Jules Verne: Von der Erde zum Mond. Der Kinderbuchverlag, Berlin, 1955
- Hein But: Orkan vor Bishop Rock. Eine Seegeschichte für Kinder. Altberliner Verlag Lucie Groszer, Berlin, 1959
- Klaus Tudyka (Hrsg.): Theater-Anekdoten von Ekhof bis Reinhard. Henschelverlag, Berlin, 1956
- Curt Hotzel: Tat und Traum des Bildschnitzers Veit Stoss. Verlag de Nation, Berlin, 1960
- Hilmar Wulff: Die jungen Jäger. Altberliner Verlag Lucie Groszer, Berlin, 1960
- Hilmar Wulff: Das Geheimnis der Jägerinsel. Altberliner Verlag Lucie Groszer, 1960:
- Horst Görsch (Hrsg.): Es rauscht in unserm Lied das Meer - Eine Auswahl alter und neuer Meereslyrik. Verlag der Nation, Berlin, 1961
- James Fenimore Cooper: Der Pfadfinder. Der Kinderbuchverlag, Berlin, 1962,
- James Fenimore Cooper: Die Prärie. Der Kinderbuchverlag, Berlin, 1962
- Mohammed Dib: Algerische Tiermärchen. Altberliner Verlag Lucie Groszer, 1963
- Georg Forster: Auf Kreuzfahrt durch die Südsee. Berichte deutscher Reisender aus dem 18. und 19. Jahrhundert über die ozeanische Inselwelt. Verlag der Nation, Berlin, 1977

## Ausstellungen (unvollständig)

### Einzelausstellungen
- 1957: Berlin, Kunstkabinett (Kollwitzstraße 93)

### Teilnahme an zentralen und wichtigen regionalen Ausstellungen in der DDR
- 1952: Bautzen, Görlitz und Zittau („Berliner Künstler“)
- 1953 und 1958: Dresden, Dritte und Vierte Deutsche Kunstausstellung
- 1954, 1958 und 1960: Berlin, Bezirkskunstausstellungen
- 1958: Berlin: Deutsche Akademie der Künste (Jahresausstellung)